# Magiciens de la Terre
Magiciens de la Terre è un'esposizione d'arte contemporanea organizzata al Centro Georges Pompidou di Parigi nel 1989 (18/05-14/08/1989) e curata da Jean-Hubert Martin. Per il suo approccio particolarmente innovativo, Magiciens de la Terre è una delle esposizioni più citate a livello internazionale ed è un punto di riferimento per la storia dell'arte contemporanea africana.

## Struttura dell'esposizione
L'esposizione è curata da Jean-Hubert Martin che per realizzare le ricerche crea un comitato composto da Jacques Soulillou, André Magnin e Aline Luque. Il comitato di concezione è composto da Jean-Louis Maubant, Mark Francis, Jan Debbaut. La mostra espone oltre 100 artisti, accosta opere provenienti da cinque continenti e mescola artisti già famosi a "scoperte".
Come dichiara Jean-Hubet Marin nel catalogo della mostra, l'esposizione rappresenta un'indagine sul mondo d'oggi e la decisione di includere artisti internazionali è strettamente collegata al desiderio di evitare che i cosiddetti artisti non occidentali siano inseriti in un ghetto. L'esposizione quindi, nelle intenzioni del suo curatore, vuole evitare categorie etnografiche ereditate dalle esposizioni coloniali e vuole mostrare l'esistenza nel presente di artisti proveniente da ogni parte del mondo.
Per la selezione degli artisti africani, Jean-Hubert Martin incarica il curatore André Magnin di viaggiare per l'Africa scegliendo le opere capaci di documentare nel modo più pertinente l'idea di "maghi della terra". I criteri di selezione adottati da André Magnin diventeranno i criteri di selezione della Collezione Pigozzi, di cui André Magnin sarà successivamente il curatore.

### Artisti partecipanti all'esposizione
- Marina Abramović
- Dennis Adams
- Sunday Jack Akpan
- Jean-Michel Alberola
- Dossou Amidou
- Giovanni Anselmo
- Rasheed Araeen
- Nuche Kaji Bajracharya
- John Baldessari
- José Bédia
- Joe Ben Jr
- Jean-Pierre Bertrand
- Gabriel Bien-Aimé
- Alighiero Boetti
- Christian Boltanski
- Erik Boulatov
- Louise Bourgeois
- Stanley Brouwn
- Frédéric Bruly Bouabré
- Daniel Buren
- James Lee Byars
- Seni Camara
- Mike Chukwukelu
- Francesco Clemente
- Marc Couturier
- Tony Cragg
- Enzo Cucchi
- Cleitus Dambi
- Neil Dawson
- Bowa Devi
- Maestre Didi
- Braco Dimitrijević
- Nick Dumbrang
- Efiaimbelo
- Nathan Emedem
- John Fundi
- Julio Galan
- Moshe Gershuni
- Enrique Gomez
- Dexing Gu
- Hans Haacke
- Rebecca Horn
- Shirazeh Houshiary
- Yong Ping Huang
- Alfredo Jaar
- Nera Jambruk
- Ilya Kabakov
- Tatsuo Kawaguchi
- On Kawara
- Anselm Kiefer
- Bodys Isek Kingelez
- Per Kirkeby
- John Knight
- Agbagli Kossi
- Barbara Kruger
- Paulosee Kuniliusee
- Kane Kwei
- Boujemaâ Lakhdar
- Georges Liautaud
- Felipe Linares
- Richard Long
- Esther Mahlangu
- Karel Malich
- Jivya Soma Mashe
- John Mawandjul
- Cildo Meireles
- Mario Merz
- Miralda
- Tatsuo Miyajima
- Norval Morrisseau
- Juan Muñoz
- Henry Munyaradzi
- Claes Oldenburg
- Nam June Paik
- Lobsang Palden
- Wesner Philidor
- Sigmar Polke
- Temba Rabden
- Ronaldo Pereira Rego
- Chéri Samba
- Sarkis
- Raja Babu Sharma
- Jangarh Singh Sharma
- Bhorda Sherpa
- Nancy Spero
- Daniel Spoerri
- Hiroshi Teshigahara
- Yousuf Thannoon
- Lobsang Thinle
- Cyprien Tokoudagba
- Twins Seven Seven
- Ulay
- Ken Unsworth
- Chief Mark Unya
- Coosje Van Bruggen
- Patrick Vilaire
- Acharya Vyakul
- Jeff Wall
- Lawrence Weiner
- Ruedi Wem
- Krzysztof Wodiczko
- Jimmy Wululu
- Jack Wunuwun
- Jie Chang Yang
- Yuendumu
- Zush

## Critica e recensioni
Magiciens de la Terre è una delle esposizioni più citate e un punto di riferimento nella storia dell'arte contemporanea e nella storia dell'arte contemporanea africana.
Come dichiara Pierre Gaudibert Magiciens de la Terre provoca delle polemiche ma segna anche una data storica per le relazioni artistiche Nord-Sud.
Il metodo adottato per la ricerca scatena violenti attacchi e la mostra solleva immediatamente alcune questioni: sono solo quelli gli artisti dell'Africa? Per essere un artista africano bisogna per forza vivere in una capanna ed essere “scoperto” o si può vivere in città e magari collaborare con una galleria di New York? È necessario che sia il cosiddetto Occidente a promuovere l'arte africana o ci può pensare l'Africa? E, soprattutto, perché Les Magiciens de la Terre sembrano essere la sola e prima mostra d'arte contemporanea “non-occidentale”, quando da tempo gli “artisti africani” esistono ed espongono? È soprattutto il metodo della ricerca sul campo a sconvolgere chi per decenni si è occupato di presentare l'arte del continente africano. Il governo senegalese – in particolare durante la presidenza di Léopold Sédar Senghor – si era preparato con tutti i suoi mezzi per il grande debutto degli artisti senegalesi sulla scena internazionale: aveva creato scuole, formato i creativi, promosso uno stile nazionale, esposto nel mondo, ma nessuno dei protagonisti che aveva sostenuto era in mostra nel grande evento di Beaubourg. Les Magiciens de la Terre mostrano a tutto il mondo e nel modo più eclatante una nuova possibilità: anche i cosiddetti curatori "occidentali" possono scegliere gli artisti che preferiscono in Africa, senza dover fare i conti con il contesto, con il sistema culturale che l'Africa sta sostenendo, o con i creativi residenti nello stesso "Occidente". Les Magiciens de la Terre appare a molti come un gabinetto delle meraviglie, in cui l'opera degli artisti "altri" viene decontestualizzata e trattata con benevolenza, come un prodotto "diverso" dal fascino esotico.
Secondo Okwui Enwezor e Olu Oguibe, la mostra ritorna continuamente e ancora oggi nelle discussioni critiche (specialmente per quanto riguarda l'opera degli artisti contemporanei di discendenza non-europea), a causa della prospettiva postmoderna che all'epoca conquistava terreno, mettendo in discussione un modernismo che non accettava contaminazioni estetiche e aveva un suo preciso schema di valori esclusivi; in teoria Les Magiciens de la Terre voleva essere postmoderna, in pratica il metodo era ancora legato al modernismo e la selezione era basata più sull'eterogeneità che sulle idee propriamente postmoderne (gli artisti non-occidentali in confronto a quelli occidentali apparivano casi curiosi).
Il modello di Les Magiciens de la Terre mantiene il suo fascino e continua a produrre esposizioni e progetti in qualche modo collegati. Il curatore André Magnin, che a suo tempo si era occupato della selezione degli artisti africani per l'evento parigino, prosegue nelle ricerche gestendo gli acquisti della Collezione Jean Pigozzi, esposta in tutto il mondo con diversi titoli e in parte venduta in un'asta di Sotheby's nel 1999. Sarenco ed Enrico Mascelloni organizzano a Orvieto l'esposizione Il ritorno dei Maghi - Il Sacro nell'arte africana contemporanea, con uno spirito e uno stile assonanti a quello della quasi omonima mostra del 1989, ma con un maggiore interesse verso gli artisti dell'Africa Orientale. Alla Biennale di Lione del 2000, Partage d'Exotisme, lo stesso Jean-Hubert Martin presenta – con l'eccezione di Esther Mahlangu – una nuova selezione di protagonisti, ma l'approccio continua a rievocare i maghi. Il periodico londinese “Third Text” dedica a Les Magiciens de la Terre un intero numero nel 1989.